# Flugzeugabsturz der KLM Douglas DC-2 „Uiver“

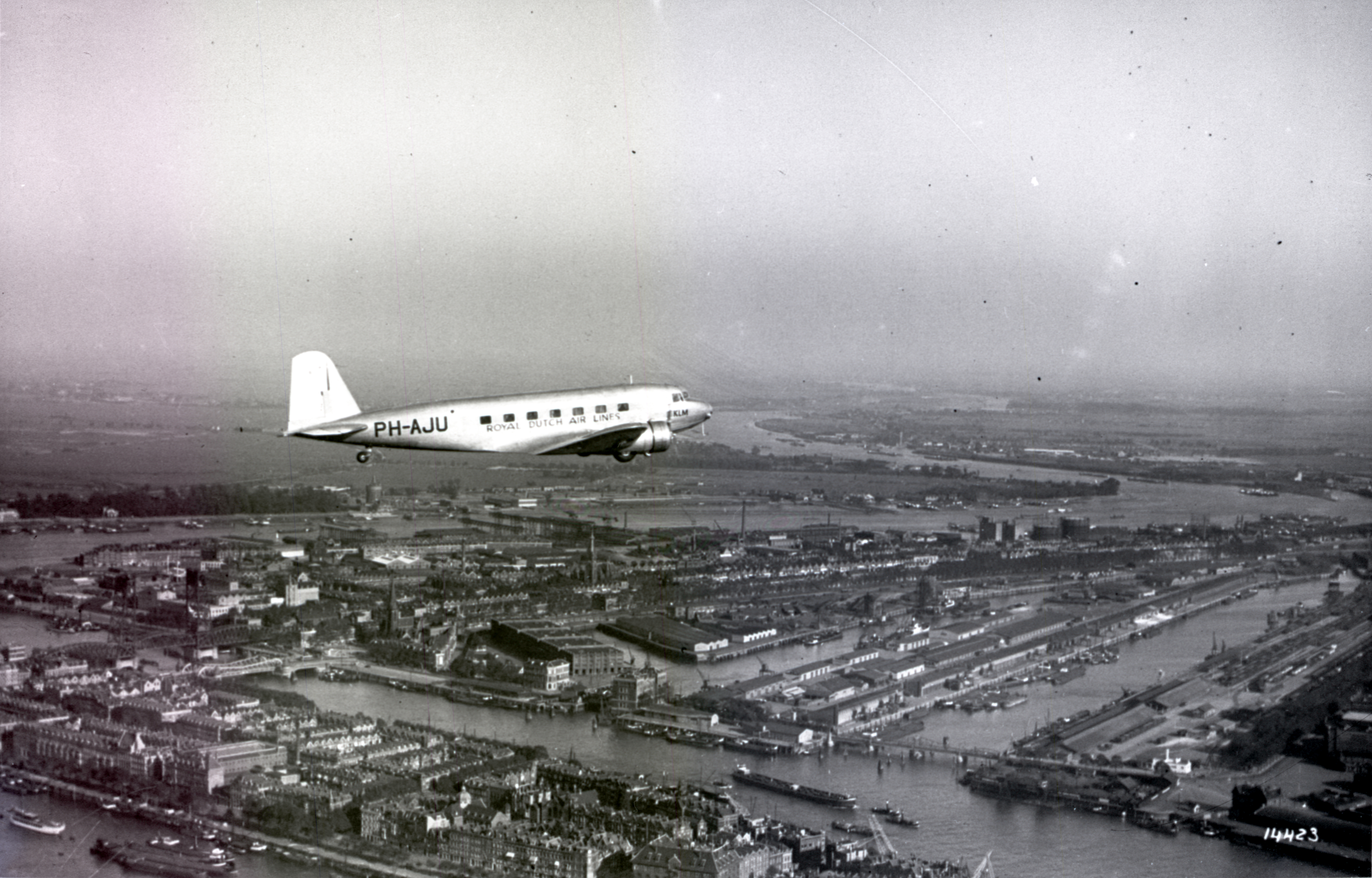
Die Uiver 1934 über Rotterdam

Der Absturz der auf den Namen Uiver getauften Douglas DC-2 der niederländischen Fluggesellschaft KLM ereignete sich am 20. Dezember 1934 während eines schweren Gewitters mit starken Regenfällen über der syrischen/irakischen Wüste nahe Rutbah Wells (Irak). Alle sieben Insassen kamen dabei ums Leben. Die Unfallursache blieb ungeklärt. Es war der erste Totalverlust dieses Flugzeugtyps.

## Flugzeug
Die verunglückte Douglas DC-2 Uiver mit dem Kennzeichen PH-AJU war als 18. Maschine dieses Typs mit der Fabriknummer 1317 von der Douglas Aircraft Company am 16. August 1934 in Einzelteilen an den Hersteller Fokker ausgeliefert und von diesem in den Niederlanden endgefertigt worden. Sie besaß zwei Wright Cyclone SGR 1820-F2 Kolbenmotoren mit je 750 PS. Das Flugzeug hatte eine Reisegeschwindigkeit von 290 km/h, ein maximales Startgewicht von 8,4 t und eine Reichweite von 1750 km.
Ihre Sternstunde hatte diese DC-2 im Oktober 1934, als sie für KLM den zweiten Platz im MacRobertson Luftrennen von Mildenhall (England) nach Melbourne (Australien) belegte, sowie dabei gleichzeitig den Sieg in der Handicap-Wertung errang. Die Uiver legte die Strecke in einer Zeit von 90 Stunden und 13 Minuten zurück. Bemerkenswert war die Tatsache, dass sie trotz einer zwischenzeitlichen Notlandung in Albury (Australien), bei der die Fracht ausgeladen werden musste, nur einer speziell für dieses Rennen konstruierten De Havilland DH.88 Comet unterlag.

## Flugverlauf
Am frühen Morgen des 19. Dezember 1934 startete die Maschine vom Flughafen Schiphol-Amsterdam zu einem Extra-Weihnachtspost-Flug nach Batavia. Die Absicht war, mit diesem Flug den Rekordweihnachtsflug der Fokker F.VIII Pelican vom Dezember 1933 zu brechen. Neben der vierköpfigen Besatzung waren drei Passagiere und ca. 350 kg Luftpost an Bord. Die Strecke nach Batavia wurde mit Zwischenstopps absolviert, unter anderem in Marseille, Rom, Athen und Kairo.
Um 21:30 UTC (23:30 Uhr Ortszeit) startete die Uiver in Kairo zum Weiterflug nach Osten. Zu diesem Zeitpunkt hatte sich die Besatzung noch nicht festgelegt, ob die nächste Zwischenlandung in Gaza, Rutbah Wells oder Bagdad erfolgen würde. Die Piloten entschieden sich gegen eine Landung in Gaza und setzten den Flug nach Rutbah Wells fort. Um 00:11 UTC meldete sich die Besatzung letztmals bei der dortigen Royal-Air-Force-Station. Eine halbe Stunde später wurde das Flugzeug von Arbeitern an der Pumpstation H.3 gehört, welche an der von Kirkuk nach Haifa verlaufenden Öl-Pipeline lag. Danach verschwand die Maschine.
Schlechtes Wetter verhinderte eine sofortige Suche nach dem Flugzeug. Am 21. Dezember entdeckte ein RAF-Pilot das ausgebrannte Wrack ca. 16 km südlich von Rutbah Wells in der Wüste. Der Zerstörungsgrad deutete darauf hin, dass die Maschine mit hoher Geschwindigkeit auf den Boden aufgeschlagen war. Angesichts des Zustandes der Instrumente zog man anfangs die Schlussfolgerung, dass Blitzschlag die Unfallursache gewesen sein könnte. Dies wurde später widerrufen. Der Untersuchungsbericht der niederländischen Regierung wurde nicht veröffentlicht.
Einige Fakten wurden bekannt: Die Unfallursache war weder Blitzschlag, ein Brand an Bord noch ein technisches Problem. Die Douglas DC-2 schlug mit leicht gesenkter Flugzeugnase in rechter Querneigung mit laufenden Motoren und eingefahrenem Fahrwerk auf. Das Wrack wurde in entgegengesetzter Richtung zum geplanten Flugweg gefunden. Dies schien darauf hinzudeuten, dass die Besatzung eine Kursänderung um 180 Grad durchgeführt hatte, um dem Unwetter auszuweichen. Eine andere Erklärung wäre, dass die Maschine beim Durchfliegen des Gewitters ins Trudeln geriet, unkontrolliert abstürzte und dabei in entgegengesetzter Richtung aufschlug. Durch ihr relativ kleines Seitenleitwerk hatte die Douglas DC-2 eine geringe Seitenstabilität und neigte zum Gieren. Ein entsprechendes Flugverhalten war bei diesem Typ mehrfach aufgetreten. Zudem ging man davon aus, dass die Piloten zum Zeitpunkt des Unfalls übermüdet waren.